# Донцдорф
Донцдорф (нем. Donzdorf) — город в Германии, в земле Баден-Вюртемберг. 
Подчинён административному округу Штутгарт. Входит в состав района Гёппинген.  Население составляет 10 816 человек (на 31 декабря 2010 года). Занимает площадь 39,82 км². Официальный код  —  08 1 17 015.